# Georgi Ivanov
Georgi Ivanov (Lovech, 2 de julho de 1940) foi o primeiro cosmonauta da Bulgária, integrante do programa espacial Intercosmos.
Ivanov cursou a escola militar da Força Aérea búlgara em Dolna Mitropolia e integrou as Forças Armadas búlgaras como piloto militar, onde se tornou instrutor e chefe de divisão de combate.
Após intergrar-se aoIntercosmos em 1973 como representante da Bulgária, Ivanov subiu ao espaço em 10 de abril de 1979, em companhia do cosmonauta soviético Nikolai Rukavishnikov, a bordo da missão Soyuz 33, lançada do Cosmódromo de Baikonur, no Cazaquistão.
Esta missão foi um fracasso, devido a danos causados ao motor da nave, impedindo a acoplagem inicialmente programada com a estação orbital Salyut 6 e obrigando os cosmonautas a um retorno prematuro à Terra,  quase lhes causando a morte na descida, quando tiveram que enfrentar problemas técnicos que levaram a cápsula a enfrentar uma pressão de 10G, quase letal, após a reentrada.
Nos anos seguintes, ele tornou-se membro da Assembleia Nacional Constituinte, tomou parte na elaboração da nova constituição da República da Bulgária e fundou a Fundação do Futuro no Espaço.
Ivanov foi condecorado com a medalha de Herói da União Soviética e tem doutorado em engenharia aeroespacial.